# Ferrocarril Nordeste Argentino

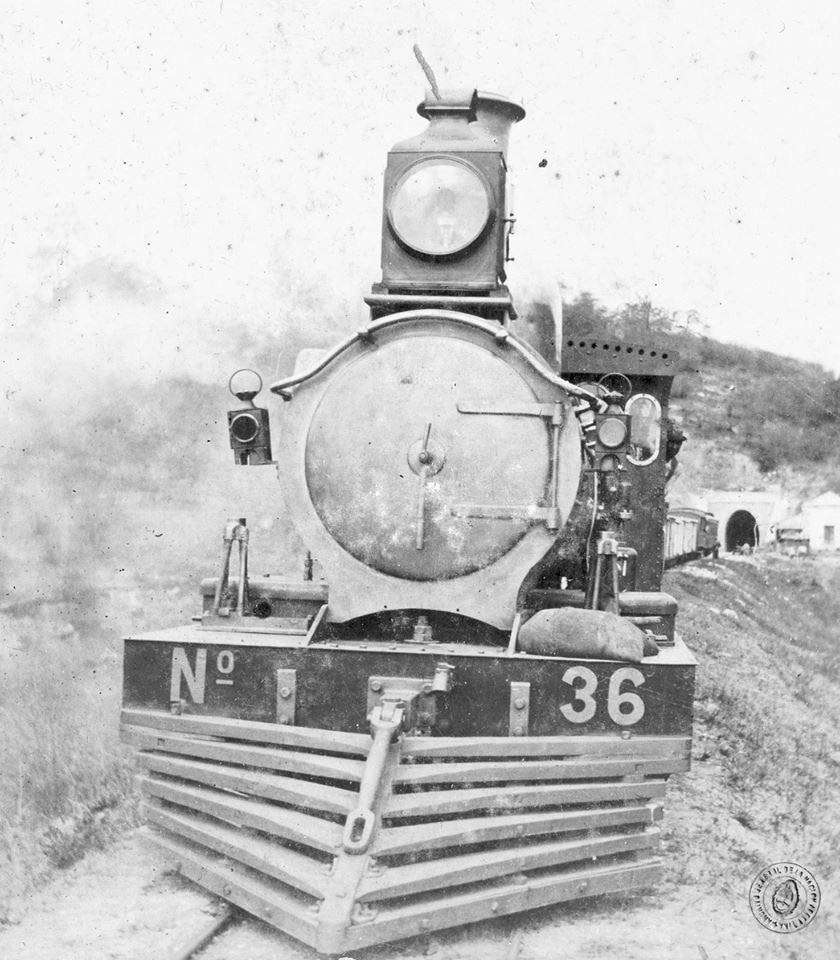
Locomotora Neilson del Ferrocarril Nordeste Argentino.

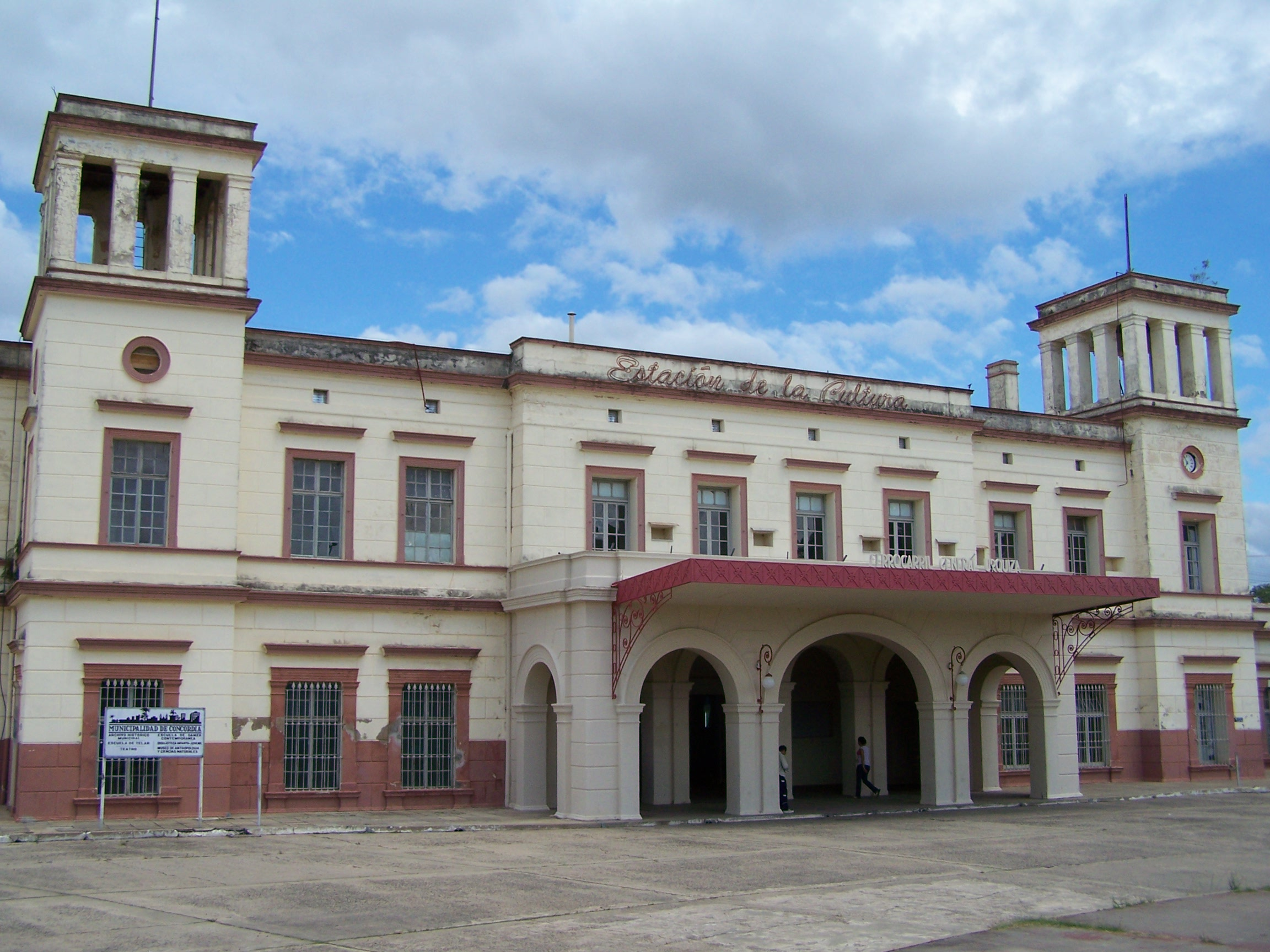
Estación Concordia Central.

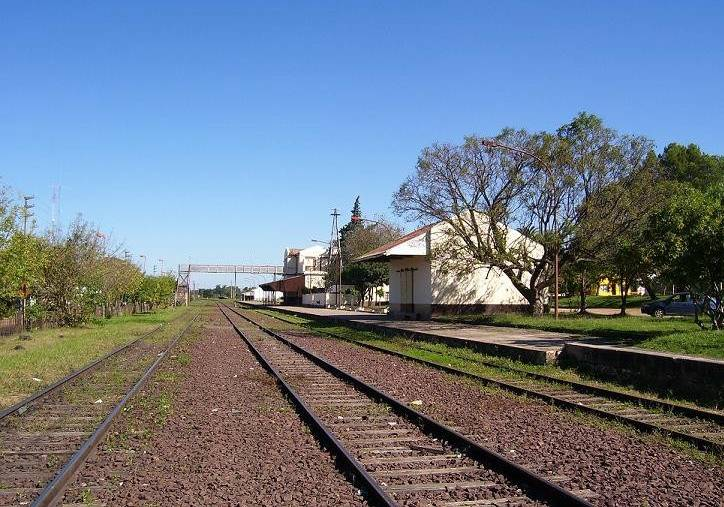
Estación Chajari.

El Ferrocarril Nordeste Argentino (FCNEA) (en la época: Ferrocarril del Nord-Este Argentino) (en inglés: Argentine North Eastern Railway Company Limited) fue una empresa ferroviaria de capitales británicos que operaba una red ferroviaria de trocha estándar (1435 mm) en las provincias de Entre Ríos y Corrientes y en el Territorio Nacional de Misiones en Argentina. Luego de que los ferrocarriles británicos fueron nacionalizados el 1 de marzo de 1948 durante la presidencia de Juan Domingo Perón, esta línea pasó a formar parte de la red del Ferrocarril General Urquiza desde el 1 de marzo de 1949.

## Historia
El 5 de noviembre de 1872 fue sancionada la ley nacional n.º 583 que autorizó la construcción de una línea ferroviaria de trocha de 1000 mm en la provincia de Corrientes entre Mercedes y la ciudad de Corrientes, pasando por San Roque y Saladas. El 6 de febrero de 1874 el presidente Domingo Faustino Sarmiento aprobó por decreto el contrato de construcción y explotación de la línea firmado por el ministro del Interior Uladislao Frías y la empresa Furness y Compañía dos días antes. Sin embargo, la obra no se llevó a cabo.
El 10 de agosto de 1886 el empresario británico nacido en Chile Juan E. Clark, quien había construido el Ferrocarril Buenos Aires al Pacífico, envió una carta al Congreso Nacional solicitando el otorgamiento de una concesión para la construcción y explotación de una línea ferroviaria desde Monte Caseros en la provincia de Corrientes a Posadas en el Territorio Nacional de Misiones y desde Posadas a San Roque en la provincia de Corrientes. 
El Senado Nacional dispuso modificar la traza y la ley nacional n.º 1891 sancionada el 30 de octubre de 1886 dispuso:

Art. 1º -Autorizase al P. E. para contratar con D. Juan E. Clark la construcción y explotación en los términos que establece la presente Ley, de las dos vías férreas siguientes: la primera desde Monte Caseros, Provincia de Corrientes, hasta Posadas, Territorio de Misiones; y la segunda también desde Monte Caseros hasta la ciudad de Corrientes, pasando por los Departamentos de Curuzú-Cuatiá, Mercedes, San Roque, Saladas, Bella Vista, Empedrado y Lomas.

La ley dispuso que la trocha debía ser la misma que la del Ferrocarril del Este Argentino y dispuso una garantía por 20 años del 6 % de interés sobre el costo efectivo de la línea.
El contrato de concesión fue aprobado por decreto del presidente Miguel Juárez Celman el 12 de junio de 1887, disponiendo la construcción de dos ramales desde Monte Caseros, uno hasta la ciudad de Corrientes y el otro hasta la ciudad de Posadas, con un costo máximo de 30 500 pesos oro por kilómetro de vía. El pliego de condiciones fue aprobado por decreto del 28 de septiembre de 1887, mientras que otro decreto del 9 de marzo de 1888 fijó en 827 km el total de la línea garantida. El 14 de abril de 1888 Clark firmó un contrato con el Ferrocarril Argentino del Este para la conducción de materiales para la construcción desde Concordia a Monte Caseros. En 1888 Clark transfirió la concesión a una compañía británica que había sido fundada en 1887 con el objetivo de financiar la operación, la que se hizo cargo de construir los dos ramales que partían de Monte Caseros.
Por decreto del 22 de mayo de 1888 se aprobaron los estatutos de la compañía del Ferrocarril Nordeste Argentino (Argentine North Eastern Railway Company Limited) y se aprobó su transferencia. Ese año la empresa adquirió 32 locomotoras a la firma escocesa Neilson and Company.
Las obras desde la ciudad de Corrientes comenzaron el 2 de julio de 1888.
La construcción del ramal a la ciudad de Corrientes desde Monte Caseros llegó a Curuzú Cuatiá en 1889, siendo librado al servicio el tramo de 65 km entre Monte Caseros y Curuzú Cuatiá por decreto del 18 de junio de 1890. Otro decreto del 13 de febrero de 1891 autorizó librar al servicio el tramo entre Curuzú Cuatiá y Mercedes desde el 15 de febrero (efectivizada el 18 de febrero) y el tramo entre Saladas y Corrientes desde el 15 de marzo de 1891. 
Un decreto del presidente Roque Sáenz Peña del 23 de junio de 1893 fijó los kilometrajes reconocidos por garantías entre el empalme con el Ferrocarril del Este Argentino hasta Mercedes (139.342 km), desde el empalme a Corrientes hasta Paso de los Libres (90.610 km) y desde la estación Corrientes hasta Saladas (99.646 km). Otro decreto del 30 de noviembre de 1893 reconoció la garantía a los ramales a los muelles de Corrientes y de Empedrado, con 257 m para el primero y 1.932 km para el segundo, siendo autorizada la construcción de este último el 25 de octubre de 1894. En el ramal a Posadas fue habilitado el tramo desde el empalme del km 9 en Monte Caseros hasta Paso de los Libres el 31 de enero de 1894. El 20 de septiembre de 1895 fue autorizada por decreto de José Evaristo de Uriburu la construcción de un desvío en el km 339.155 del ramal a Corrientes a la fábrica de extracto de quebracho de Herwig Hermanos, con una extensión de 2 km. El 20 de septiembre de 1895 fue aprobado el proyecto del ramal de Paso de los Libres a su puerto, garantido en 2.300 km.
Luego la empresa entró en cesación de pagos y el 9 de mayo de 1896 fue firmado y aprobado por decreto un nuevo contrato que extinguió la garantía del Estado nacional recibiendo la empresa 11 500 000 pesos oro en fondos de la deuda externa. La empresa debía construir en 2 años el tramo remanente entre Mercedes y Saladas y en 3 años el tramo entre Paso de los Libres y Santo Tomé. Para el tramo entre Santo Tomé y Posadas y los ramales a los puertos de San Martín (Yapeyú) y La Cruz quedaba suspendida sin fecha su construcción.
El 5 de marzo de 1890 Clark obtuvo por escritura pública la transferencia de los derechos otorgados por la provincia de Corrientes para construir un ferrocarril entre Bella Vista y un punto de la línea del Ferrocarril Nordeste Argentino entre San Roque y Saladas. Este ferrocarril había sido autorizado a Carena y Cia. por ley provincial de 21 de noviembre de 1888, modificada el 28 de noviembre de 1889 y luego transferido por escritura a Julián Corniani el 1 de febrero de 1890. Cuando estaban construidos gran parte de los terraplenes, la empresa de Clark quebró y los materiales fueron rematados el 10 de mayo de 1896. La concesión fue transferida a P. Merello y Cia. por ley de 21 de diciembre de 1897, pero nunca se construyó.
El 20 de junio de 1896 fue librado al servicio el ramal entre Paso de los Libres y su puerto (recibido por decreto de 30 de abril de 1896). El tramo entre Mercedes y Saladas no se habilitó hasta el 7 de julio de 1898, inaugurándose la totalidad del ramal el 10 de julio de 1898 en un viaje con el gobernador de Corrientes Juan Esteban Martínez. El 11 de julio de 1900 fueron fijados los nombres de las estaciones entre Paso de los Libres y La Cruz: Tapebicuá (km 131), Yapeyú (km 154) y La Cruz (km 184). El 18 de enero de 1901 un decreto autorizó a librar al servicio público a partir del 3 de febrero de 1901 el tramo entre Paso de los Libres y Santo Tomé y otro decreto del 21 de enero de 1901 fijó los nombres de las estaciones: Alvear (km 201), Malezal (km 229,050), Cuay Grande (km 258,050) y Santo Tomé (km 284). El 15 de abril de 1908 un decreto declaró fielmente cumplidas las obligaciones de la empresa respecto de la construcción de los tramos del contrato del 9 de mayo de 1896.
El ramal a Posadas llegó a Gobernador Virasoro en 1911, a Apóstoles en 1912 y a Posadas en marzo de 1912. El tramo desde Santo Tomé a Apóstoles fue habilitado el 12 de agosto de 1910 y de ésta a Posadas el 24 de diciembre de 1912. Ese día arribó a Posadas el primer tren con pasajeros quedando abierto todo el ramal.
El 12 de septiembre de 1913 en forma provisoria y el 20 de octubre de 1913 en forma oficial, fue inaugurada la conexión con Paraguay mediante ferrobarcos del Ferrocarril Nordeste Argentino que permitían viajar hasta Asunción por las vías del Ferrocarril Central del Paraguay sin cambiar de vagón. Se destinaron los ferrobarcos Ezequiel Ramos Mejia y Roque Sáenz Peña para realizar el cruce del río Paraná entre los embarcaderos Posadas -ubicado en la laguna San José- y Pacú-Cuá en el departamento de Itapúa de Paraguay. Esta conexión continuó hasta el 9 de abril de 1990, luego de la inauguración del puente San Roque González de Santa Cruz. Previamente fue necesario cambiar la trocha ancha del ferrocarril paraguayo y construir un ramal entre el río Pirapó y Encarnación, inaugurado el 9 de junio de 1911.
La compañía del Ferrocarril Nordeste Argentino compró el Ferrocarril Argentino del Este, que operaba un ramal entre Monte Caseros y Concordia en la provincia de Entre Ríos, línea que fusionó a su red. Esto fue autorizado por la ley n.º 5000 del 8 de octubre de 1906. El contrato de fusión fue aprobado por decreto de 5 de marzo de 1907 y la incorporación efectiva se realizó el 21 de junio de 1907.
La coordinación de los servicios del Ferrocarril Nordeste Argentino con los ferrocarriles Central de Buenos Aires y de Entre Ríos, fue autorizada por decreto de 26 de marzo de 1906.
El 8 de febrero de 1911 se libró al servicio por decreto el ramal desde San Diego (Pedro R. Fernández) a Goya. La ley n.º 8463 del 30 de septiembre de 1911 autorizó al Ferrocarril Nordeste Argentino a construir un muelle sobre el río Paraná en Goya y unirlo con un ramal a la estación Goya, que fue habilitado el 13 de enero de 1917.
La ley n.º 6508 del 7 de octubre de 1909 autorizó la construcción de dos ramales desde Concordia, a Federal y a Concepción del Uruguay. El 2 de mayo de 1917 se declaró caduco el primero al no efectivizarse, mientras que el segundo fue librado al servicio en forma provisoria el 13 de diciembre de 1913 e inaugurado el 5 de enero de 1915.
En 1915 la empresa fue fusionada con el Ferrocarril Entre Ríos. La administración del Ferrocarril Nordeste Argentino se halló en Monte Caseros hasta que al ser fusionado con el Ferrocarril Entre Ríos fue creada una administración conjunta en Concordia el 15 de febrero de 1915.
El 31 de agosto de 1918 fue aprobada por decreto la construcción de un ramal al Puerto de Concordia, para empalmar con las vías del puerto, por cuyo uso se firmó un convenio aprobado el 13 de febrero de 1924.
Por decreto n.º 22069/1944 la estación Guaviraví fue renombrada Yapeyú, pero por otro decreto de 3 de diciembre de 1947 fue restaurado el nombre Guaviraví.
El gobierno de Juan Domingo Perón con la firma de Miguel Miranda y del representante de las compañías ferroviarias de capital británico, John Montague Eddy, el 13 de febrero de 1947 firmó el acta de compra (Convenio Miranda-Eddy) de los ferrocarriles de propiedad británica, entre ellos el Ferrocarril Nordeste Argentino, y pagó por todos sus activos 3 944 731 libras esterlinas. Por decreto nacional n.º 5789/48 de 28 de febrero de 1948 se dispuso que el 1 de marzo de 1948 el Gobierno argentino tomara formal posesión de los ferrocarriles británicos.
A partir del 1 de enero de 1949 fue fusionado con el Ferrocarril de Entre Ríos con el nombre de Ferrocarril Nacional General Urquiza junto con las Líneas del Este de los Ferrocarriles del Estado.

## Ramales

### Monte Caseros-Corrientes
En 1901 las estaciones del ramal Monte Caseros-Corrientes, de 377 km, se llamaban: Monte Caseros (nueva), Libertad, Parada Acuña, Curuzú Cuatiá (norte), Coronel Baibiene, Justino Solari, Mercedes, Felipe Yofre, km 183, Isaac M. Chavarría, San Diego, San Roque, Saladas, km 287, San Lorenzo, Empedrado, Manuel Derqui, Fábrica Argentina, Riachuelo, Corrientes (antigua).
En este ramal las distancias son: Monte Caseros-Curuzú Cuatiá: 64,6 km; Curuzú Cuatiá-Mercedes: 74,5 km; Mercedes-Saladas: 136,8 km; Saladas-Corrientes: 99,4 km. El ramal de la Estación Empedrado al Puerto de Empedrado (abierto el 25 de octubre de 1894) era de 1932 metros. En el km 339 se construyó un desvío hasta la fábrica Harteneck (Fábrica Argentina). La estación Corrientes fue demolida durante las obras del Puente General Manuel Belgrano inaugurado en 1973 y se construyó una nueva unos 5 km antes, desactivándose el acceso ferroviario de 257 metros a un muelle sobre el río Paraná. En el km 161 se halla el empalme con el ramal a Posadas. En los kilómetros 226 y 319 se hallaban desvíos a los pequeños ramales a canteras de piedras y en el km 287 un desvío a las instalaciones del Ejército Argentino en Mercedes. En el km 296 fue establecido el desvío para el Ferrocarril Central Correntino de trocha angosta, que desde 1914 poseía una línea de 14 km para sacar la producción del interior del Payubre. La ley que lo concesionó a Manuel Ripoll en 1913 establecía que partiendo de la ciudad de Mercedes debía atravesar propiedades privadas hasta llegar al Paso Claro en el Iberá. En 1938 tenía 32 km de largo y en enero de 1942 finalizaron sus servicios al ser vendido y desmantelado.

### Monte Caseros-Posadas
El ramal Monte Caseros-Posadas, de 432 km, comprende las estaciones: Monte Caseros, Pucheta, Bonpland, Paso de los Libres, Tapebicuá, 25 de Febrero, La Cruz, Alvear, Santo Tomé, Gobernador Virasoro, Apóstoles - Colonia Liebig's, Pindapoy, Garupá, Miguel Lanús, Posadas, Puerto Posadas, conexión con el Ferrocarril Central del Paraguay mediante ferry-boat hasta Pacú-Cuá hasta el año 1988, y luego por el Puente Internacional San Roque González de Santa Cruz.
Desde el Empalme km 9 a Paso de los Libres hay 90,5 km. El ramal de Paso de los Libres al Puerto de Paso de los Libres es de 3 km y fue abierto el 20 de junio de 1896. Un ramal conectaba Santo Tomé con el Puerto de Santo Tomé y otro Alvear con su puerto.

### Otros ramales
El ramal Concordia-Monte Caseros fue adquirido al Ferrocarril del Este Argentino y comprende las estaciones: Concordia Central, Ayuí (viejo emplazamiento), Isthilart (viejo emplazamiento), Federación (viejo emplazamiento), Santa Ana (viejo emplazamiento), Chajarí, Mocoretá, Juan Pujol, Labougle Monte Caseros. Los ramales de Monte Caseros a Puerto Ceibo y de Concordia al muelle perdieron utilidad desde 1905 y la estación Monte Caseros del Ferrocarril del Este Argentino fue abandonada y su ramal levantado.
El ramal Mantilla-Goya comprende las estaciones: Mantilla (se llamó San Diego hasta el 28 de julio de 1925), 9 de Julio, Juan E. Martínez, Santa Lucía, Isabel Victoria, Goya, Puerto Goya.
El ramal Concordia-Concepción del Uruguay, de 198 km, comprende las estaciones: Concordia Central, Frigorífico Yuquerí, Calabacillas, Clodomiro Ledesma, Pedernal, Ubajay, Martiniano Leguizamón, Juan Jorge, San José, Arroyo Urquiza, Concepción del Uruguay, en donde conectaba con el Ferrocarril Entre Ríos y el Puerto de Concepción del Uruguay.

## Cronología de inauguración de ramales
- 18 de junio de 1890: tramo de 65 km de Monte Caseros a Curuzú Cuatiá e interconexión con el Ferrocarril Argentino del Este.
- 18 de febrero de 1891: tramo entre Curuzú Cuatiá y Mercedes.
- 15 de marzo de 1891: tramo entre Corrientes y Saladas y desvío al puerto de Corrientes.
- 31 de enero de 1894: tramo desde empalme km 9 en Monte Caseros hasta Paso de los Libres.
- 25 de octubre de 1894: ramal entre Empedrado y su puerto.
- 20 de junio de 1896: ramal entre Paso de los Libres y su puerto.[25]
- 7 de julio de 1898: tramo entre Mercedes y Saladas (ramal Monte Caseros-Corrientes inaugurado el 10 de julio de 1898).
- 18 de enero de 1901 (provisorio), 3 de febrero de 1901 (oficial): tramo entre Paso de los Libres y Santo Tomé.
- 18 de enero de 1901: ramal de Alvear a su puerto.
- 3 de febrero de 1905: ramal de Santo Tomé a su puerto.
- 21 de junio de 1907: fusión con el Ferrocarril Argentino del Este.
- 12 de agosto de 1910 (provisorio), 30 de abril de 1911 (oficial): tramo entre Santo Tomé y Apóstoles.
- 8 de febrero de 1911: ramal desde San Diego (Pedro R. Fernández) a Goya.
- 24 de diciembre de 1912: tramo entre Apóstoles y Posadas (ramal Monte Caseros-Posadas).
- 12 de septiembre de 1913 (provisorio), 20 de octubre de 1913 (oficial): interconexión mediante ferrobarcos con Ferrocarril Central del Paraguay entre los embarcaderos de Posadas y Pacú Cuá en Paraguay con tren hasta Asunción.
- 13 de diciembre de 1913 (provisorio), 5 de enero de 1915 (oficial): tramo entre Concordia y el puerto de Concepción del Uruguay.
- 13 de enero de 1917: muelle ferroviario en Goya y ramal desde la estación.
- 13 de febrero de 1924: ramal al Puerto de Concordia